# Pontania pustulator
Pontania pustulator är en stekelart som beskrevs av Runar Forsius 1923. Pontania pustulator ingår i släktet Pontania, och familjen bladsteklar. Arten är reproducerande i Sverige.